# Fernand Etter
Fernand Etter (* 4. August 1941 in Belfort; † 4. Januar 1997 in Clichy) war ein französischer Radrennfahrer.

## Sportliche Laufbahn
Etter war im Straßenradsport aktiv. Von 1965 bis 1969 startete er als Berufsfahrer. 1965 holte er zwei Etappensiege in der Tour du Saint-Laurent, 1966 war er im Grand Prix de Saint-Raphaël vor Carmine Preziosi erfolgreich und 1967 gewann er eine Etappe sowie die Bergwertung im Etappenrennen Grand Prix Midi Libre. 1968 wurde er Zweiter im Grand Prix de Monaco und Dritter in der Nordwestschweizer Rundfahrt.
In der Tour de France 1967 und 1968 schied er aus. In der Vuelta a España 1967 wurde er 64., 1968 42. der Gesamtwertung.